# 樵夫國家公園
樵夫國家公園（英語：Voyageurs National Park）是位於美国明尼蘇達州北部的一處國家公園，成立於1975年。樵夫國家公園以其豐富的水資源而聞名，也非常適合展開水上運動。2011年，有177,184名遊客參觀了樵夫國家公園。

## 外部連結
- National Park Service: Voyageurs National Park （页面存档备份，存于）
- Voyageurs National Park （页面存档备份，存于） at NASA Earth Observatory
- Minnesota DNR Lakefinder （页面存档备份，存于）